# Wasserkeilhebewerk Montech

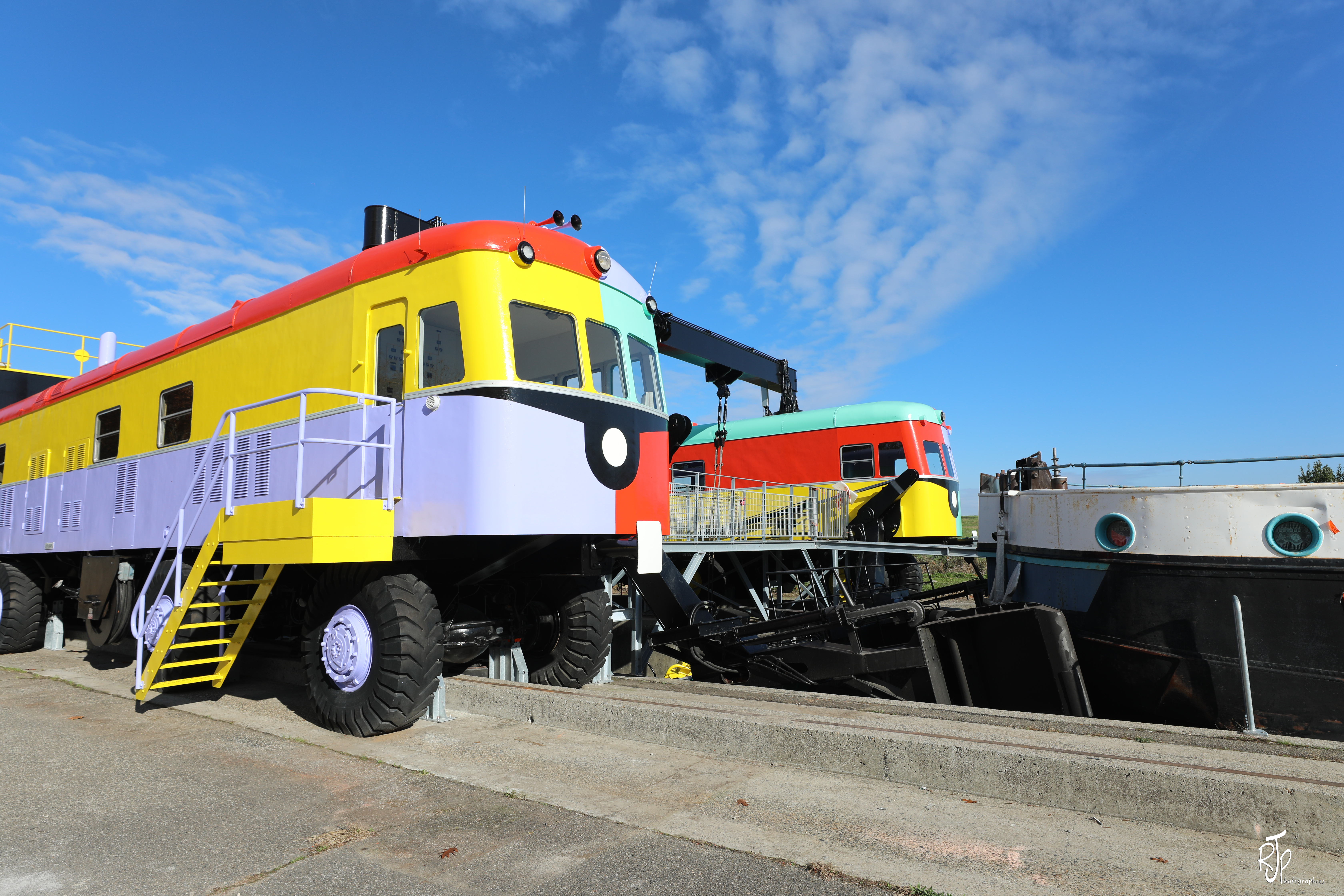
Hebefahrzeug in aktueller Farbgebung

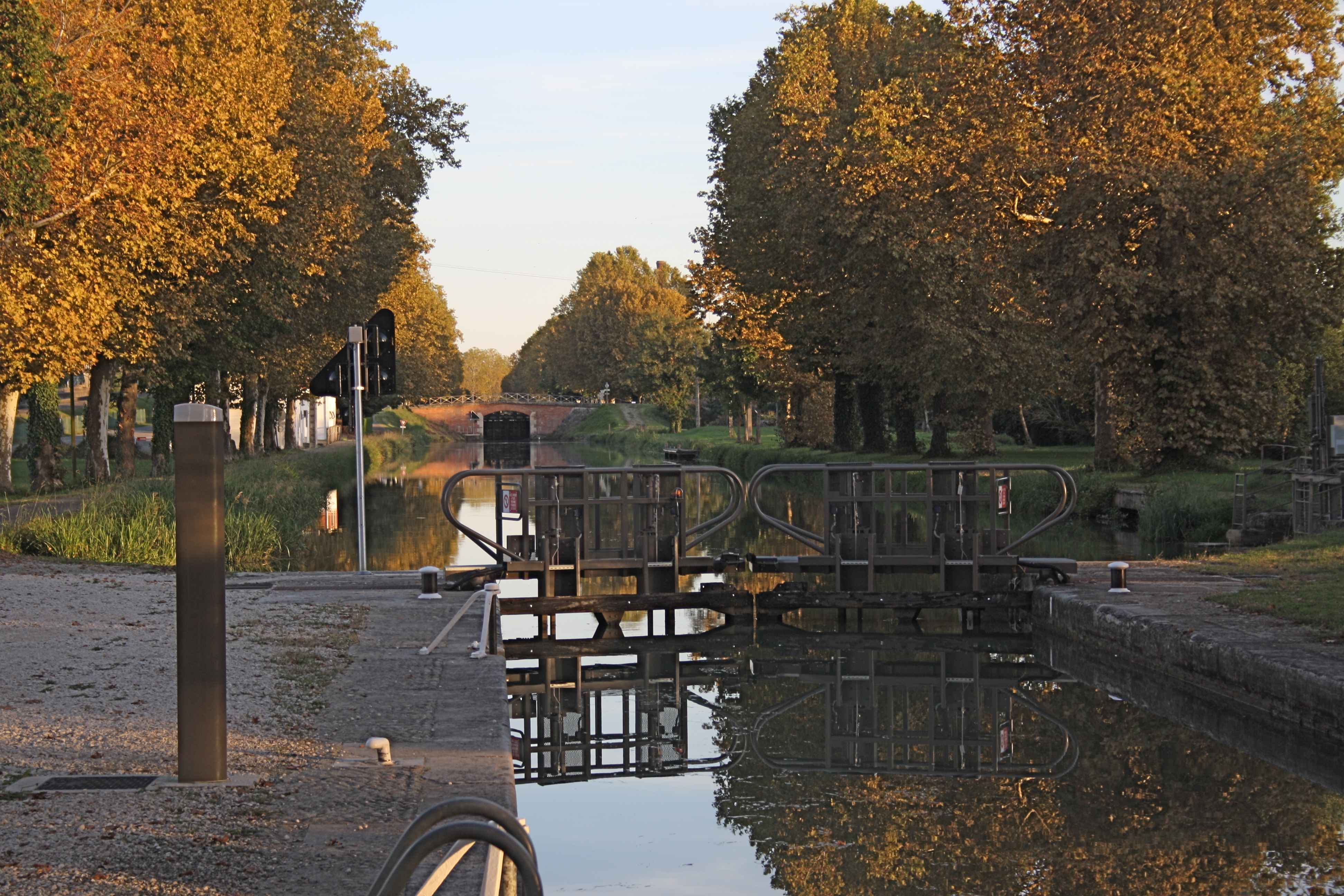
Schleusentreppe Montech

Das Wasserkeilhebewerk Montech (französisch Pente d’eau de Montech) ist ein stillgelegtes Schiffshebewerk am Canal latéral à la Garonne in der Ortschaft Montech im Département Tarn-et-Garonne im Südwesten Frankreichs. Die von Jean Aubert als Pilotprojekt konzipierte Anlage wurde im Juli 1974 als weltweit erstes Wasserkeilhebewerk in Betrieb genommen und liegt seit 2009 still.
Die Anlage wurde parallel zu einer – nach wie vor bestehenden – fünfstufigen Schleusentreppe errichtet, die bis zu 30,50 m lange Schiffe bei einer Dauer der Gesamtpassage von 65 Minuten passieren können. Rund 35 Jahre lang erlaubte das Wasserkeilhebewerk, auch größere Schiffe von bis zu 40 m Länge in nur einem Schritt schneller (innerhalb ca. 20 Minuten) über den Höhenunterschied von 13,30 m zu heben oder abzusenken.
Nach einem Motorschaden in einer der beiden Antriebseinheiten ist das Hebewerk seit Mai 2009 außer Betrieb; seitdem ist für die Schifffahrt nur noch die Schleusentreppe verfügbar. Eine Wiederinbetriebnahme der Anlage ist nicht geplant, stattdessen wurde sie für touristische Zwecke museal aufgearbeitet. Die Anlagen können seit 2021 besichtigt werden und dienen heute als Kernstück eines Heimatmuseums in einer aufgelassenen Papierfabrik.

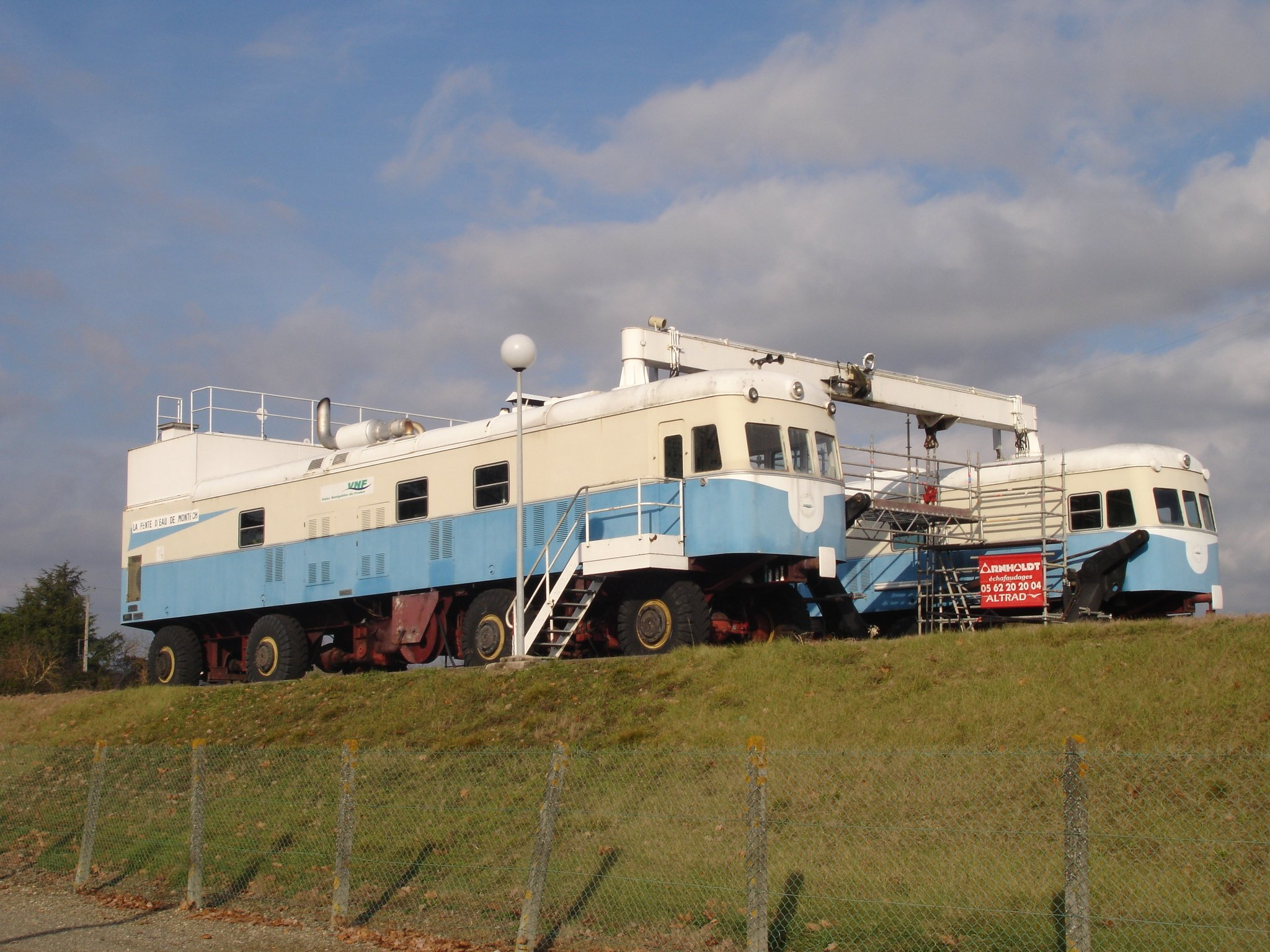
Aus zwei starr verbundenen Triebfahrzeugen bestehendes Hebefahrzeug (2006)

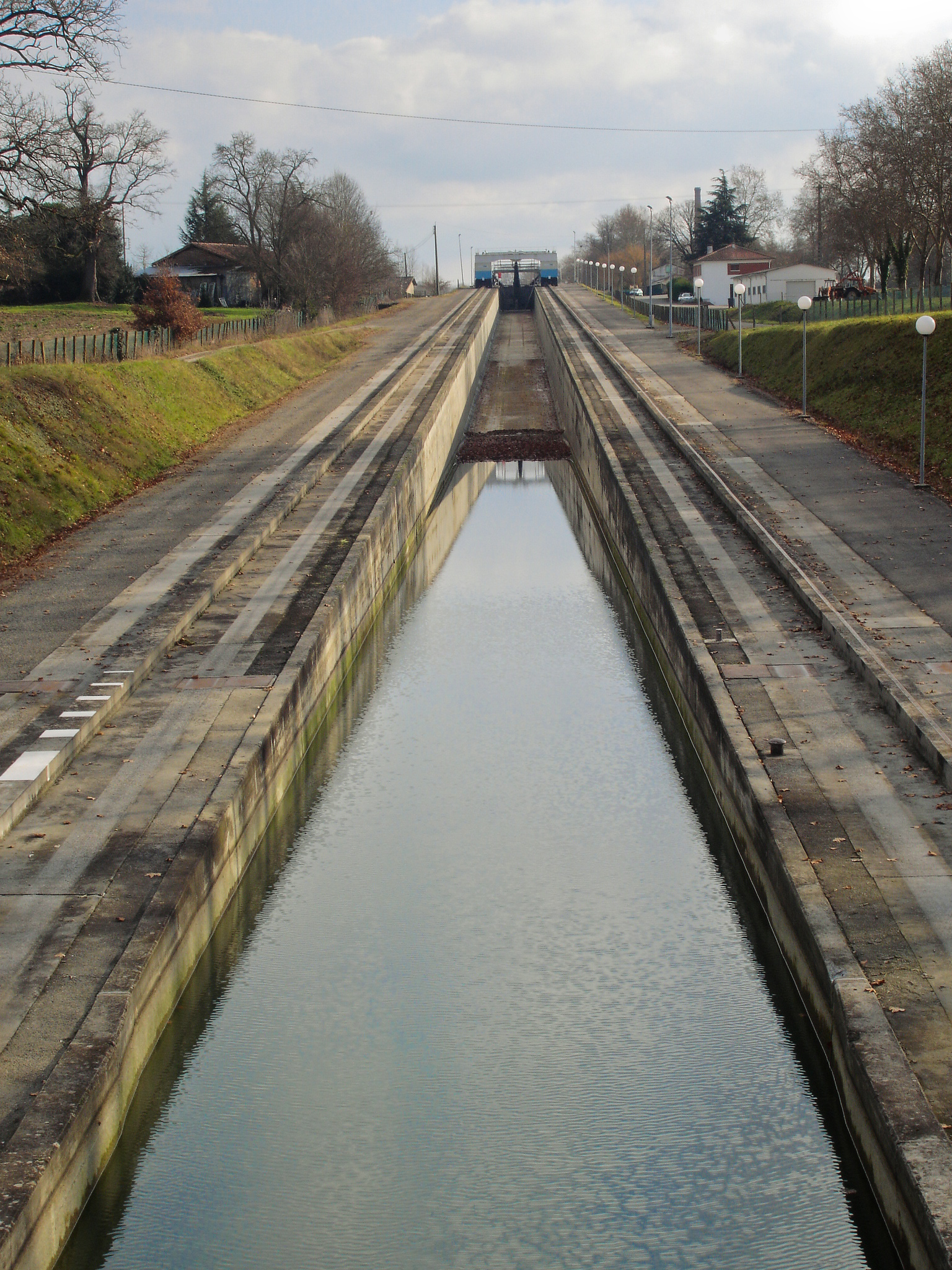
Hebefahrzeug am Oberwasser (2005)

Nur ein einziges weiteres Wasserkeilhebewerk wurde weltweit jemals gebaut. Das 1983 in Betrieb genommene Wasserkeilhebewerk Fonseranes am Canal du Midi in der Fortsetzung des Canal latéral à la Garonne liegt seit 2001 ebenfalls still.

## Details des Wasserkeilhebewerks
Das Wasserkeilhebewerk Montech besteht aus
- ortsfesten Teilen
  - betonierte Rinne, die mit konstantem Querschnitt geradlinig eine Steigung hinauf führt,
  - Absperrtor am unteren Ende der Rinne
  - Absperrtor am oberen Ende der Rinne (Schleusentor)
- und dem Hebefahrzeug mit
  - je einem dieselbetriebenen Triebfahrzeug auf jeder Seite der Betonrinne, die über zwei Querbalken, die über den Kanal reichen, starr miteinander verbunden sind,
  - einem Wassertor, das den Wasserkeil in der Rinne talwärts absperrt, am talseitigen Ende des Hebefahrzeugs, sowie
  - einem horizontalen Schiebebalken – ein Stück bergwärts vor dem Wassertor – zum Festmachen des Schiffs

Schematische Darstellung des Schiebevorgangs auf einer Informationstafel

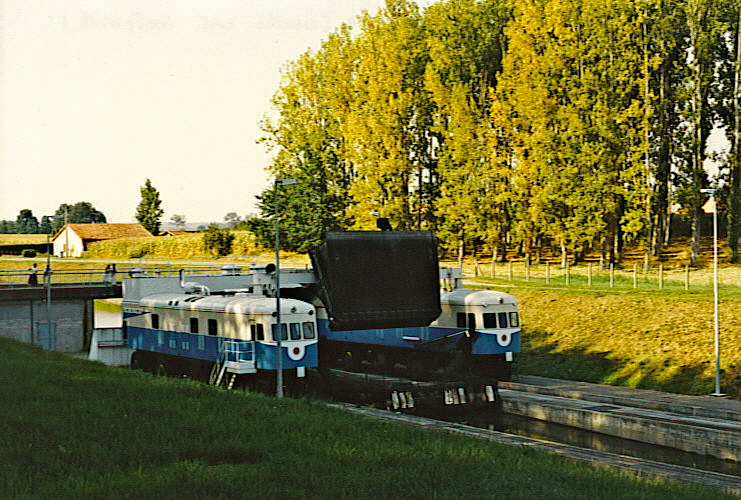
Hebefahrzeug – schwarzes Wassertor angehoben, Festmachbalken ins Wasser gesenkt (2005)

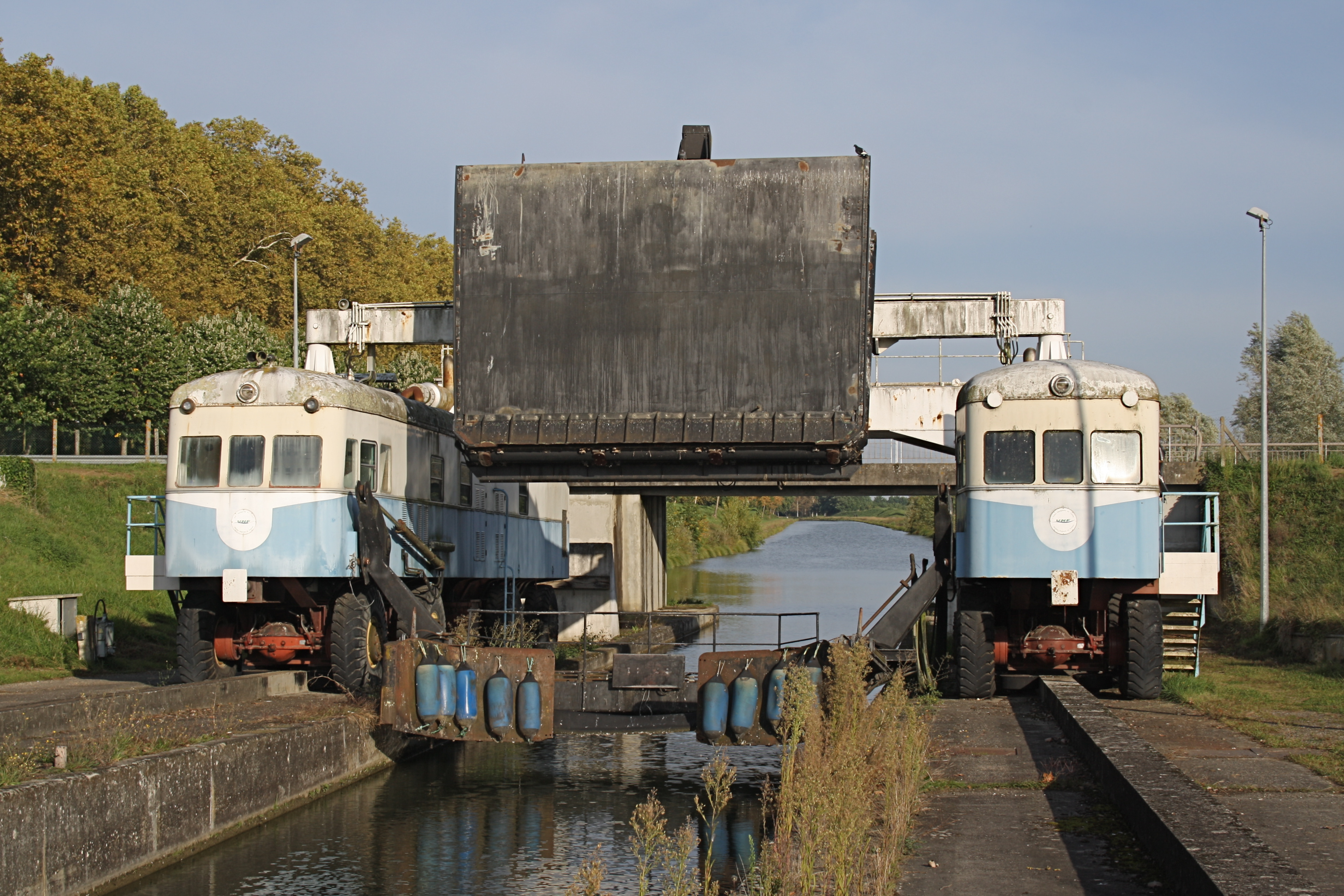
Vorderansicht des stillgelegten Hebefahrzeugs mit Festmachbalken und angehobenem Wassertor (2017)

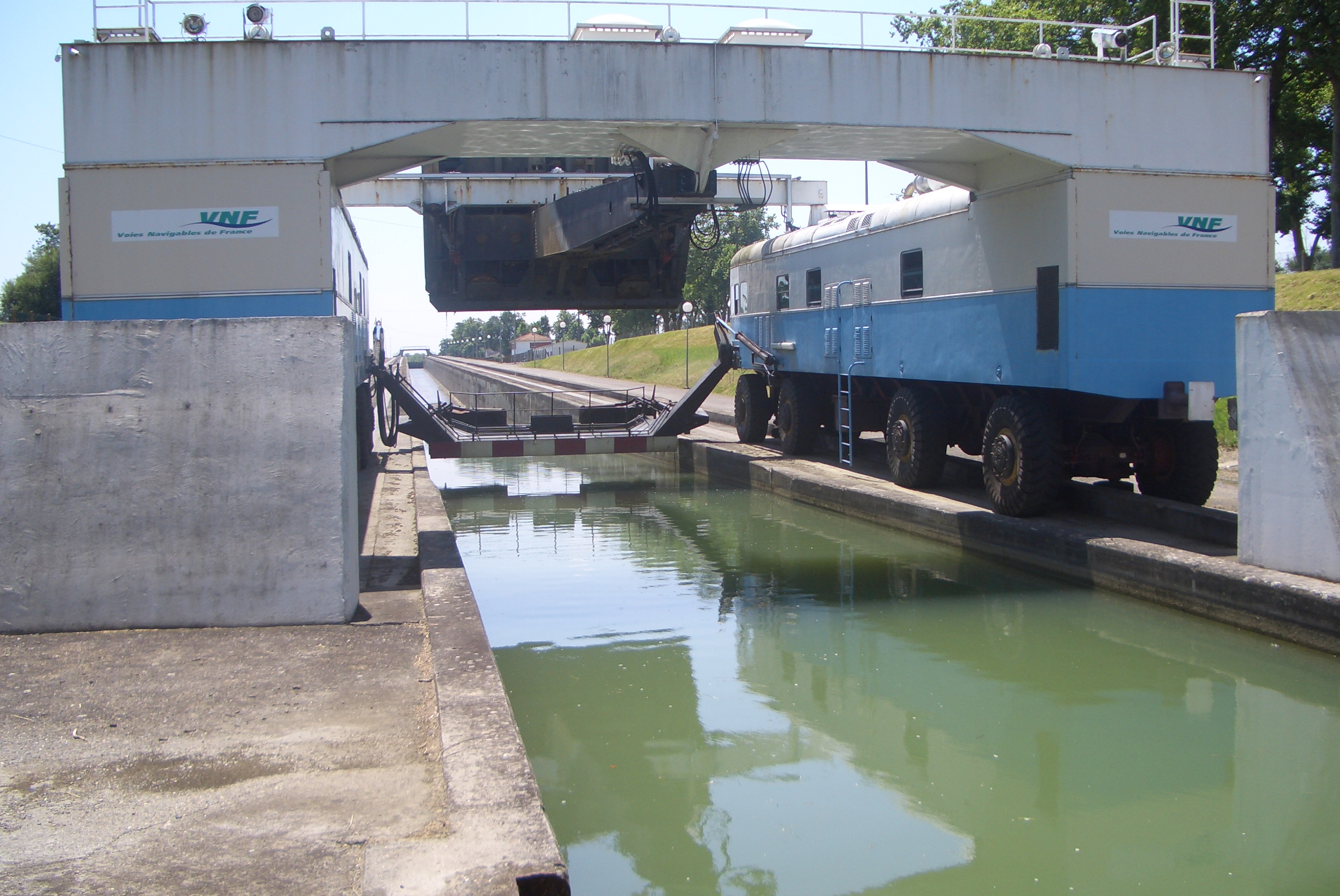
Rückansicht des Hebefahrzeugs (2008)

Die zwei dieselelektrisch angetriebenen vierachsigen Triebfahrzeuge erbringen eine Leistung von je 1.000 PS. Jede Achse wird angetrieben und trägt zwei etwa 1,80 m hohe profilierte Luftreifen. Das parallel zueinander gekoppelte Fahrzeugpaar fährt damit auf den zwei beidseits der Rinne verlaufenden Fahrdämmen aus Beton längs auf und ab. Der 1500 m³ große Wasserkeil wird mit einer Geschwindigkeit von 4,5 km/h bewegt.
Die präzise Führung jedes der beiden Triebfahrzeuge erfolgt jeweils mittels einer aus der Fahrbahn herausragenden Betonschiene, die sich längs der gesamten Fahrbahn erstreckt und ein quadratisches Profil von 40 cm Breite und Höhe hat. Sie ist so angeordnet, dass sie sich zwischen den rechten und den linken Treibrädern des Triebfahrzeugs befindet. Es verfügt bodennah zwischen erster und zweiter sowie zwischen vorletzter und letzter Achse über waagerecht angeordnete Führungsradpaare, die, anliegend an den Seitenflächen der Schiene, diese in ihre Mitte nehmen.
Die Triebfahrzeuge weisen an beiden Enden mittig gefederte Puffer auf. Eine Abfolge sechs breiter werdender weißer Markierungsfelder auf einer Schiene erlaubt durch Visieren aus den nur oberwasserseitig liegenden Führungsständen der Fahrzeuge ein genaues Heranfahren an die untere Endlage. Die Fahrzeuge sind unterwasser-stirnseitig, wo sie völlig fensterlos sind, mit Folie beschriftet: Logo VNF auf einer Wasserwelle und darunter in Kursivschrift „Voies Navigables de France“. Die Schilder an den Seitenwänden weisen als Konstrukteure die Unternehmen CEM, EMH, Poyaud und SGTE aus. Die Steuerelemente des Hebefahrzeugs befinden sich im Führerstand des südlichen Triebfahrzeugs.
Am Kanal, der als Unterwasser am Hebewerk ankommt, wirkt als Absperrtor ein ganz ähnlich geformtes und angelenktes Wassertor wie am Triebfahrzeugpaar, das den Wasserkeil abschließt. Die Schwenkarme beider Tore sind talseitig jeweils in einem Drehgelenk mit waagrechter Achse einige Meter über dem Wasserspiegel montiert. So fließt, wenn der lange Keil weggeschoben wird, nicht sein großes Volumen vom Unterwasser nach, sondern nur das wenige Wasser, das durch die Undichtheit zwischen Wassertor und Kanalwand rinnt. Mehr Wasser rinnt dann am Keil-Wassertor durch, da dieses beim Entlanggleiten der Rinne nicht so gut dichten kann. Das Wasservolumen des Keils wird daher durch einen geregelten Nachfluss vom Oberwasser her laufend ergänzt.
Wenn ein Schiff vom Unterwasser her ins Hebewerk einfährt, muss das ortsfeste untere Absperrtor geöffnet sein und das Wassertor des Hebefahrzeugs (am starren Verbindungsbalken des Triebfahrzeugpaars) sowie der Festmachbalken so weit angehoben sein, dass die lichte Durchfahrtshöhe für die (eventuell teilweise abgesenkten) Aufbauten des Schiffs ausreicht. Das Schiff (oder mehrere innerhalb einer begrenzten Länge) stoppt dann in der Rinne, der Festmachbalken wird hinter dem Schiff hydraulisch durch Rotation abgesenkt und taucht dann ein wenig ins Wasser. Das Schiff wird an diesem Balken, an dem eine Reihe Fender hängen, verzurrt. Zwei Backen, die nahe der Rinnenwand in senkrechten Achsen am Balken gelagert sind, können hydraulisch schräg gegen das Schiff gedrückt werden, um die Verzurrung zu spannen und das Schiff klar Rinnenwände auszurichten, damit es bei der Hebefahrt nicht anstreift.
Nachdem der Wasserkeil durch das Absenken des Wassertors isoliert ist, kann die Hebefahrt beginnen. Die gesamte Konstruktion am Triebfahrzeugpaar schiebt über das Wassertor den Wasserkeil samt darauf schwimmendem Schiff die ansteigende Rinne nach oben, bis der Wasserspiegel des Keils das Oberwasser erreicht hat und das Absperrtor am Oberwasser zur Ausfahrt des Schiffs geöffnet werden kann.
Eine Talfahrt des Wasserkeils samt Schiff setzt einiges an potentieller Energie in den Triebfahrzeugen frei. Ein schwimmendes Schiff verdrängt nach Archimedes genau seine Eigenmasse an Wasser, erhöht also die Gesamtmasse nicht. Eine Leerfahrt ohne Schiff kann mit angehobenem Wassertor und daher ganz ohne Wasserkeil extra leicht gefahren werden.
Ein luftgefüllter Hohlraum hinter dem Schild reduziert die Masse des Wasserkeils, die  bewegt werden muss. Der Winkel der Dichtlinie bei geschlossenem Tor gegenüber dem Lot bzw. gegenüber der Senkrechten auf den Schwenkarm bewirkt eine hydrostatische Druckkraft, die das Tor an den Rinnenboden presst.

## Technische Daten
- Niveaudifferenz: 13,30 m
- Neigung der Rinne: 3 %
- Länge der Rinne: 443 m
- Breite der Rinne: 6 m
- Höhe der Wände der Rinne: 4,35 m
- Wasserhöhe am Kopf: 2,50 m
- Wasserhöhe am Hubgerät: 3,75 m
- Länge des Wasserkeils: 125 m
- Bewegte Wassermenge: 1500 m³
- Leistung der Triebfahrzeuge: 2 × 1000 PS
- Länge, Breite und Tonnage der Boote: 38,50 m / 5,50 m / 250 t

Koordinaten: 43° 58′ 13″ N, 1° 13′ 39″ O